# Heinrich Martens
Heinrich Martens (ur. 1856, zm. 1926) – niemiecki ogrodnik związany z Kołobrzegiem. Przez ponad 30 lat kierował pracami ogrodnictwa miejskiego powstającego wówczas kołobrzeskiego uzdrowiska. Był projektantem i autorem wielu założeń dotyczących zieleni miejskiej, dzięki którym miasto pozbywało się charakteru twierdzy, a upodabniało się do światowej klasy kurortów. Dziełami jego są m.in. Aleja Grabowa (przy obecnej ul. Towarowej), park na Placu 18 Marca (wówczas Placu Cesarskim) i inne. Sprowadził i zaaklimatyzował wiele rzadkich i oryginalnych roślin, które dotrwały do dziś; wiele z nich (drzewa) nosi status zabytku przyrody.
W uznaniu zasług Rada Miasta Kołobrzegu zaproponowała nazwaniem jego imieniem skweru w mieście.